# Лютселуз
Лютселуз, Лютцельхаузе (фр. Lutzelhouse [lytsəluz]) — коммуна на северо-востоке Франции в регионе Гранд-Эст (бывший Эльзас — Шампань — Арденны — Лотарингия), департамент Нижний Рейн, округ Мольсем, кантон Мюциг. До марта 2015 года коммуна административно входила в состав кантона Мольсем (округ Мольсем).
Площадь коммуны — 28,58 км², население — 1813 человек (2006) с тенденцией к росту: 1850 человек (2013), плотность населения — 64,7 чел/км².

## Население
Население коммуны в 2011 году составляло 1835 человек, в 2012 году — 1849 человек, а в 2013-м — 1850 человек.
| 1962 | 1968 | 1975 | 1982 | 1990 | 1999 | 2006 | 2008 | 2011 | 2012 | 2013 |
| ---- | ---- | ---- | ---- | ---- | ---- | ---- | ---- | ---- | ---- | ---- |
| 1259 | 1256 | 1354 | 1150 | 1257 | 1544 | 1813 | 1819 | 1835 | 1849 | 1850 |

Динамика населения:

## Экономика
В 2010 году из 1177 человек трудоспособного возраста (от 15 до 64 лет) 888 были экономически активными, 289 — неактивными (показатель активности 75,4 %, в 1999 году — 73,7 %). Из 888 активных трудоспособных жителей работали 815 человек (434 мужчины и 381 женщина), 73 числились безработными (30 мужчин и 43 женщины). Среди 289 трудоспособных неактивных граждан 103 были учениками либо студентами, 114 — пенсионерами, а ещё 72 — были неактивны в силу других причин.

## Достопримечательности (фотогалерея)
- Здание мэрии
- Церковь Сен-Урбан